# 60 Minutes
60 Minutes är ett amerikanskt nyhetsmagasin från nyhetsredaktionen på CBS. Det visas sedan 1968 på CBS och skapades av producenten Don Hewitt. Till reportrar som medverkat hör Mike Wallace, Morley Safer, Ed Bradley, Steve Kroft och Lesley Stahl. Som avslutning på programmet visades mellan 1978 och 2011 ett inslag med Andy Rooney som satiriskt kommenterade olika vardagliga eller politiska händelser. 
Sett till tittarsiffror hör programmet till de mest framgångsrika i amerikansk tv-historia och har under fem av dess säsonger blivit årets mest sedda program i USA. 

## Personer som arbetat med programmet
Personer som genom åren arbetat med programmet som programledare, korrespondenter eller kommentatorer.
Nuvarande programledare och korrespondenter
- Steve Kroft (1989– )
- Lesley Stahl (1991– )
- Scott Pelley (2003– )
- Lara Logan (2005– )
- Bill Whitaker (2014– )
- Kate Abdo (2016– )
- Anderson Cooper (2006– )
- Sanjay Gupta (2011– )
- Norah O'Donnell (2013– )
- Sharyn Alfonsi (2015– )

Tidigare programledare och korrespondenter
| - Harry Reasoner (1968–1970 och 1978–1991) - Mike Wallace (1968–2008) - Morley Safer (1968––2016) - Dan Rather (1968–1981 och 2005–2006) - Ed Bradley (1976–2006) - Diane Sawyer (1981–1989) - Meredith Vieira (1982–1985 och 1990–1993) - Bob Simon (1996–2015) - Christiane Amanpour (1996–2005) - Walter Cronkite (1968–1981) - Charles Kuralt (1968–1979) - Roger Mudd (1968–1980) - Bill Plante (1968–1995) - Eric Sevareid (1968–1969) - John Hart (1969–1975) | - Bob Schieffer (1973–1996) - Morton Dean (1975–1979) - Marlene Sanders (1978–1987) - Charles Osgood (1981–1994) - Forrest Sawyer (1985–1987) - Connie Chung (1990–1993) - Paula Zahn (1990–1999) - John Roberts (1992–2005) - Russ Mitchell (1995–1998) - Carol Marin (1997–2002) - Bryant Gumbel (1998–2002) - Katie Couric (2006–2011) - Charlie Rose (2008–2017) - Byron Pitts (2009–2013) - Alison Stewart (2012) |

Kommentatorer i urval
- James J. Kilpatrick (1971–1979)
- Nicholas von Hoffman (1971–1974)
- Shana Alexander (1975–1979)
- Andy Rooney (1978–2011)
- Stanley Crouch (1996)
- Molly Ivins (1996)
- P.J. O'Rourke (1996)
- Bill Clinton (2003)
- Bob Dole (2003)

## Spinoff på60 Minutes
Över åren har nyhetsmagasinet uppmuntrat till många spinoffer.
- 30 Minutes var ett nyhetsmagasin för barn, som gick på CBS 1978-1982.
- 60 Minutes More var en spin-off på CBS som gick en säsong, 1996-1997.[2]
- 60 Minutes II var en andra-upplaga av 60 Minutes som startade 1999. Den döptes om till 60 Minutes 2004 vilket skapade förvirring hos tittarna. Upplagan kom litet ironiskt att kallas 60 Minutes, Jr., för dess lägre kvalitet.[3] Den kom också en tid att kallas 60 Minutes Wednesday innan den lades ner 2005.
- 60 Minutes on CNBC är den stora nyhetskanalen CNBC försök till en egen 60 Minutes. Programmet startade 2011 och går fortfarande 2015 i nya säsonger.
- 60 Minutes Sports är en spinoff med inriktning sport, som CBS producerar för betalkanalen Showtime.[4]

## Visning i Sverige
Programmen har tidvis visas också av flera kanaler utanför USA, bland annat i Sverige av TV4 och systerkanalen Sjuan (tidigare TV4 Plus).